# Dolomedes briangreenei
Dolomedes briangreenei és una nova espècie d'aranya pescadora de la família dels pisàurids (Pisauridae) descoberta a Austràlia i descrita per Raven & Hebron l'any 2018. Es va trobar a Brisbane i sembla endèmica de la zona de Queensland i Nova Gal·les del Sud. El descobriment es va donar a conèixer (el 9 de març de 2016) al World Science Festival i fou anomenada així en honor de Brian Greene. Es manté sobre la superfície de l'aigua i caça insectes però també petits peixos i amfibis.